# Tmesisternus bougainvillei
Tmesisternus bougainvillei es una especie de escarabajo del género Tmesisternus, familia Cerambycidae. Fue descrita científicamente por Breuning en 1982.
Habita en Papúa Nueva Guinea.